# Lisa Maria Bärenbold
Lisa Maria Bärenbold (* 17. Oktober 1988 in Zürich) ist eine Schweizer Schauspielerin.

## Leben
Lisa Maria Bärenbold stammt aus einer Zürcher Film-Familie. Ihr Grossvater war der Filmregisseur Kurt Früh (Verfilmung von Dällenbach Kari). Ihre Mutter Katja Früh ist Drehbuchautorin, Regisseurin und Schauspielerin. Auch ihre Tante Jessica Früh ist Schauspielerin. Ihr Vater Hans Bärenbold, ist ein ehemaliger SRF-Bundeshauskorrespondent.
Sie hat eine Tanzausbildung an der Zürich Tanz Theater Schule und eine Schauspielausbildung der European Film Actor School (EFAS) in Zürich abgeschlossen und stand im Casinotheater Winterthur, im Kulturmarkt Zürich, dem Hecht-Theater oder dem Bernhard-Theater auf der Bühne.
2012 hatte sie ihre erste grosse Filmrolle im Film «Missen Massaker», einer Horror-Komödie über Schönheitswahlen von Regisseur Michael Steiner.
2014 spielte sie in der SRF-Sommerserie «Anno 1914: Leben wie vor 100 Jahren» eine deutsche Serviertochter. Ebenfalls 2014 spielte Lisa Maria Bärenbold in Tyfelstei von Chris Bucher mit. Im Mystery-Thriller spielt sie die in einem Bergdorf gestrandete Journalistin Laura Wenger.

## Filmografie (Auswahl)
- 2012 Das Missen Massaker
- 2013 Der Bestatter – Von Null auf Hundert (TV-Serie)
- 2014 Tyfelstei von Chris Bucher
- 2015 Anno 1914: Der Film (TV-Film)
- 2015 Anno 1914: Die Fabrik (TV-Film)
- 2017 Sono Pippa
- 2019 Der Büezer